# Grönkälldammen
Grönkälldammen är en sjö i Härjedalens kommun i Härjedalen och ingår i Ljusnans huvudavrinningsområde. Sjön har en area på 0,0509 kvadratkilometer och ligger 646,1 meter över havet. Sjön avvattnas av vattendraget Norr-Veman (Grönkällån).

## Delavrinningsområde
Grönkälldammen ingår i det delavrinningsområde (693792-139906) som SMHI kallar för Ovan Kölån. Medelhöjden är 696 meter över havet och ytan är 73,93 kvadratkilometer. Det finns inga avrinningsområden uppströms utan avrinningsområdet är högsta punkten. Norr-Veman (Grönkällån) som avvattnar avrinningsområdet har biflödesordning 3, vilket innebär att vattnet flödar genom totalt 3 vattendrag innan det når havet efter 324 kilometer. Avrinningsområdet består mestadels av skog (60 procent) och sankmarker (37 procent). Avrinningsområdet har 0,15 kvadratkilometer vattenytor vilket ger det en sjöprocent på 0,2 procent.